# Антоново (Николаевская область)
Антоново (укр. Антонове) — село в Братском районе Николаевской области Украины.
Основано в 1765 году. Население по переписи 2001 года составляло 439 человек. Почтовый индекс — 55410. Телефонный код — 5131. Занимает площадь 0,367 км².

## Местный совет
55400, Николаевская обл., Братский р-н, пгт Братское, ул. Мира, 104